# U.S. Route 20
Pour les articles homonymes, voir Route 20.
La U.S. Route 20 (US 20) est une US Route ouest–est qui s'étend du Nord-ouest des États-Unis jusqu'à la Nouvelle-Angleterre, à l'est. Le fait que le numéro de la route se termine par un "0" indique que la US 20 est une route transcontinentale importante. S'étendant sur 3 365 miles (5 415 km), elle est la plus longue route du pays. Dans l'est du pays, elle est approximativement parallèle à l'I-90, la plus longue autoroute du pays. Il existe une discontinuité dans le tracé officiel de la US 20 dans le Parc national de Yellowstone, avec des segments non-numérotés qui le traversent.
La US 20 et la US 30 enfreignent les règles régulières de numérotation des routes en Oregon puisque la US 30 débute au nord de la US 20 à Astoria, et lui est parallèle au nord. Les deux routes forment ensuite un multiplex et reprennent un positionnement correct près de Caldwell, Idaho. Cela est dû au fait qu'à l'origine, la US 20 ne devait pas être une route transcontinentale, comme la US 30. La US 20 prenait initialement fin à l'entrée est du Parc national de Yellowstone; elle a été prolongée en 1940.
Le terminus ouest de la route est à Newport, Oregon, à l'intersection avec la US 101, à moins d'un mile de l'Océan Pacifique. Le terminus est est à Boston, Massachusetts, à Kenmore Square, où elle rencontre la Massachusetts Route 2.

## Description du tracé
|       | mi       | km       |
| ----- | -------- | -------- |
| OR    | 451,25   | 726,22   |
| ID    | 406,30   | 653,88   |
| MT    | 9,68     | 15,58    |
| WY    | 434,00   | 698,46   |
| NE    | 431,60   | 694,59   |
| IA    | 300,27   | 483,24   |
| IL    | 233,93   | 376,47   |
| IN    | 155,73   | 250,63   |
| OH    | 260,54   | 419,30   |
| PA    | 45,43    | 73,12    |
| NY    | 372,32   | 599,19   |
| MA    | 153,44   | 246,94   |
| Total | 3 254,49 | 5 237,62 |

### Oregon
La US 20 débute à une intersection avec la US 101 à Newport, Oregon. Elle se dirige généralement vers l'est en direction de l'Idaho. Sur son trajet, elle passe par la Central Oregon Coast Range, plusieurs villes de la Vallée de la Willamette dont Corvallis et Albany, elle grimpe dans les Cascade Mountains en passant par le Col Santiam, elle passe par Bend et traverse le Haut désert de l'Oregon pour ensuite atteindre Burns. Elle forme un multiplex avec la US 26 à Vale et les deux routes continuent ainsi jusqu'à la frontière de l'Idaho.

### Idaho
La US 20 entre en Idaho depuis l'Oregon au nord-ouest de Parma. Elle forme un multiplex avec la US 26 et rejoint la US 95 dans la ville de Parma. La US 20 / US 26 quitte la US 95 au sud-est de la ville et se dirige vers Caldwell où elle rejoint l'I-84 / US 30 pour une courte distance. Les routes demeurent parallèles jusqu'à Boise où la US 20 / US 26 parcourt le centre-ville avant de rejoindre l'I-84 / US 30 à nouveau jusqu'à Mountain Home, où elles se séparent et la US 20 se dirige vers le nord-est Elle traverse alors le comté de Camas entre Fairfield et Timmerman Junction. À Carey, la US 20 retrouve la US 26 / US 93 et les routes forment un multiplex vers le nord-est, en passant près de Craters of the Moon. À Arco, la US 93 quitte le multiplex et la US 20 / US 26 bifurque vers le sud-est. La US 20 / US 26 continue son trajet dans le Idaho National Laboratory, où les routes se séparent à l'ouest d'Atomic City. La US 20 se dirige vers Idaho Falls, où elle bifurque vers le nord-est pour atteindre Rexburg. Elle grimpe ensuite dans les communautés de St. Anthony, Ashton et Island Park et traverse la ligne continentale de partage des eaux au Col Targhee à 7 072 pieds (2 156 m), entrant ainsi dans le Montana à l'ouest de West Yellowstone.

### Montana
Dans le Montana, la US 20 parcourt moins de 10 miles (16 km). Elle débute à la frontière de l'Idaho jusqu'à West Yellowstone, l'entrée ouest du Parc national de Yellowstone. La US 20 est connue comme la Targhee Pass Highway au Montana.
Alors que la US 20 et d'autres US Routes sont officiellement discontinues dans le parc, certaines cartes routières indiquent que les routes se prolongent à l'intérieur du parc.

### Wyoming
Au Wyoming, le segment est de la US 20 débute à l'entrée est du Parc national de Yellowstone, au même endroit que le terminus ouest de la US 14 et de la US 16. Ces trois routes forment un multiplex jusqu'à Greybull, où la US 14 continue vers l'est et la US 16 / US 20 se dirigent au sud; à Worland, la US 16 bifurque à l'est et la US 20 continue vers le sud, passant par Wind River Canyon au sud de Thermopolis. La US 20 rejoint la US 26 à Shoshoni, où elle tourne vers l'est et les routes continuent jusqu'à Casper. À partir de là, les routes longent l'I-25 / US 87 sur 26 miles, jusqu'à ce que toutes ces routes se rejoignent au sud-est de Glenrock. Le multiplex se poursuit jusqu'à Orin, où la US 20 se sépare vers l'est, au terminus ouest de la US 18. La US 18 et la US 20 forment un multiplex entre Orin et Lusk, où la US 18 tourne vers le nord et que la US 20 continue à l'est vers le Nebraska.

### Nebraska
Au Nebraska, la US 20 débute à la frontière avec le Wyoming à l'ouest de Harrison et traverse l'état jusqu'à la frontière avec l'Iowa, à South Sioux City. Sur ses 431,60 miles (694,59 km) dans l'état, la route passe par une variété de paysages incluant les falaises et escarpements du Northwest Panhandle, les prairies du Nebraska dans le nord de l'état ainsi que les collines et plaines alors que la route s'approche de la vallée de la rivière Missouri au sud de Sioux City, Iowa. Sur son tracé, la US 20 est une route à deux voies, à l'exception des derniers 8,45 miles (13,60 km), lesquels sont sous forme d'autoroute à quatre voies divisées; les derniers 3,21 miles (5,17 km) étant en multiplex avec l'I-129.

### Iowa
La US 20 entre en Iowa à Sioux City en traversant la rivière Missouri en multiplex avec l'I-129 et la US 75. Après avoir effleuré le sud-est de Sioux City, la US 20 continue vers l'est en voie rapide jusqu'à Moville. Entre Moville et le nord d'Early, à la jonction avec la US 71, la US 20 a été élargie pour la faire passer de deux à quatre voies. En Iowa, la US 20 est ainsi totalement constituée de quatre voies. Elle passe au nord de Sac City et au sud de Fort Dodge et de Webster City avant de croiser l'I-35 près de Williams. Elle passe ensuite par Waterloo, Independence et Manchester avant d'atteindre Dubuque. Là, elle entre en Illinois après avoir traversé le fleuve Mississippi.

### Illinois
En Illinois, la US 20 débute à East Dubuque en longeant le Mississippi vers le sud-est. Elle passe par Galena et Elizabeth. La route parcourt ensuite les plaines intérieures près de Stockton. Elle contourne la ville de Freeport et devient une voie rapide jusqu'à Rockford, ville qu'elle contourne par le sud sous forme d'autoroute. Entre Rockford et Chicago, la US 20 est un mélange de voie rapide à quatre voies, d'autoroute et de route rurale à deux voies. La US 20 traverse les banlieues ouest de Chicago et quitte l'Illinois en multiplex avec la US 12 et la US 41 comme Indianapolis Boulevard au sud de la Chicago Skyway.

### Indiana
En Indiana, la US 20 entre sous la Chicago Skyway en multiplex avec la US 12 et la US 41. La US 20 passe par le nord-ouest de l'Indiana, très densément industrialisé. Il s'agit de l'artère est-ouest principale de Gary. Elle longe la US 12 à l'ouest de Michigan City avant de tourner vers l'est en traversant New Carlisle vers South Bend. La US 20 passe par South Bend, Elkhart, LaGrange et Angola, où elle croise l'I-69, avant de quitter l'Indiana un peu plus loin à l'est.

### Ohio
La US 20 entre en Ohio à l'ouest de Columbia et se dirige vers l'est en direction de Pioneer et d'Alvordton jusqu'à Fayette. Elle continue vers l'est en traversant Oakshade et Assumption et devient une route à cinq voies entre Sylvania et Toledo. Elle tourne ensuite vers le sud jusqu'à Maumee. Après Maumee, la US 20 traverse la rivière Maumee et bifurque vers l'est en redevenant une route à deux voies entre Perrysburg et Woodville, où elle augmente à quatre voies. Elle contourne Fremont en multiplex avec la US 6 et passe alors par les limites nord de Clyde et du centre-ville de Bellevue. La route continue alors jusqu'à Monroeville et contourne Norwalk pour ensuite redevenir une route à deux voies jusqu'à Oberlin. Continuant vers l'est, la US 20 traverse Elyria, North Ridgeville, Westlake, Rocky River, Lakewood et Cleveland, où elle se dirige vers le centre-ville. À l'est de Cleveland, la US 20 longe la rive sud du Lac Érié et traverse Euclid, Wickliffe, où elle croise l'I-90, Mentor, Painesville, Madison, Geneva et Ashtabula pour finalement traverser la frontière de la Pennsylvanie à Conneaut.

### Pennsylvanie
La US 20 parcourt environ 50 miles (80 km) dans le comté d'Érié. Elle entre dans l'état à West Springfield et passe par Springfield, Girard, Fairview et Millcreek. Elle atteint les limites ouest de la ville d'Érié et la traverse sur 26th Street et Broad Street. Elle quitte Érié et continue vers le nord-est en passant par Harborcreek et North East. Elle atteint rapidement la frontière avec l'État de New York après avoir passé par North East.

### New York
Dans l'État de New York, la US 20 est parallèle à l'I-90 (New York State Thruway) sur l'entièreté de son trajet. Elle se rend jusqu'à l'est de Buffalo, en direction nord-est, jusqu'à ce qu'elle bifurque vers l'est. Elle passe par Avon, Canandaigua, Geneva, Seneca Falls et Auburn. Après cette ville, elle passe par beaucoup moins de communautés; elle passe au sud de Syracuse et d'Utica avant d'atteindre les banlieues ouest d'Albany. Elle passe dans son centre-ville et forme un multiplex avec la US 9. Elle traverse Nassau et continue vers l'est pour finalement atteindre la frontière avec le Massachusetts.

### Massachusetts
Au Massachusetts, la US 20 est parallèle à l'I-90 sur la totalité de son trajet. Dans le comté de Berkshire, elle relie Pittsfield et Lee, du sud au nord, en multiplex avec la US 7. C'est à partir de là qu'elle est réellement parallèle à l'I-90. Elle traverse un secteur rural avant d'atteindre Westfield et Springfield. Elle traverse le fleuve Connecticut et entreprend un multiplex avec l'I-291. Elle sort de la région de Springifeld et continue vers l'est. Elle passe par Sturbridge et Auburn avant de passer au sud de Worcester. Elle traverse ensuite Northborough et Marlborough pour continuer son trajet vers le Grand Boston. Elle traverse plusieurs banlieues ouest de Boston comme Waltham et Watertown avant d'entrer à Boston, dans les quartiers d'Allston et de Fenway-Kenmore. Le terminus est de la US 20 est à Kenmore Square à l'intersection avec Commonwealth Avenue, Beacon Street et Brookline Avenue, où elle devient la Route 2. Celle-ci continue sur une courte distance avant de prendre fin à l'intersection avec la Route 28.

## Intersections majeures
Segment ouest
Oregon
 US 101 / West Olive Street à Newport
 I-5 à Albany
 US 97 à Bend
 US 395 à Riley. Les routes forment un multiplex jusqu'au nord-est de Burns.
 US 26 à Vale. Les routes forment un multiplex jusqu'à Mountain Home, Idaho.
Idaho
 US 95 au nord de Parma. Les routes forment un multiplex jusqu'au sud-est de Parma.
 I-84 / US 30 au nord de Caldwell. Les routes forment un multiplex jusqu'à Caldwell.
 I-184 à Boise
 I-84 / US 30 à Boise. Les routes forment un multiplex jusqu'à Mountain Home.
 US 26 / US 93 à Carey. La US 20 / US 26 forment un multiplex jusqu'au nord-ouest d'Atomic City. La US 20 / US 93 forment un multiplex jusqu'à Arco.
 I-15 à Idaho Falls. Les routes forment un multiplex sur environ 1 mile (1,6 km).
Montana
 US 191 / US 287 à West Yellowstone. Les routes forment un multiplex non officiel jusqu'à l'entrée est du Parc national de Yellowstone.
Segment dans le Parc national de Yellowstone (désignation non-officielle)
 US 89 au nord-ouest de West Thumb. Les routes forment un multiplex non officiel jusqu'à l'entrée est du Parc national de Yellowstone.
 US 14 / US 16 à West Thumb. Les routes forment un multiplex jusqu'à l'entrée est du Parc.
Segment est
Wyoming
 US 14 / US 16 à l'entrée est du Parc national de Yellowstone. La US 14 / US 20 forment un multiplex jusqu'à Greybull. La US 16 / US 20 forment un multiplex jusqu'à Worland.
 US 310 au nord-ouest de Greybull
 US 26 à Shoshoni. LEs routes forment un multiplex jusqu'à Orin.
 I-25 / US 87 à Events Drive aux limites entre Casper et Hartrandt. L'I-25 / US 20 forment un multiplex dans la ville de Casper. La US 20 / US 87 forment un multiplex jusqu'à Orin.
 I-25 à Casper
 I-25 au sud-est de Glenrock. Les routes forment un multiplex jusqu'à Orin.
 US 18 à Orin. Les routes forment un multiplex jusqu'à Lusk.
 US 85 à Lusk. Les routes forment un multiplex dans la ville.
Nebraska
 US 385 à l'ouest de Chadron. Les routes forment un multiplex jusqu'à Chadron.
 US 83 à Valentine. Les routes forment un multiplex jusqu'au sud-est de Valentine.
 US 183 au nord-ouest de Long Pine.Les routes forment un multiplex jusqu'à Bassett.
 US 281 à O'Neill. Les routes forment un multiplex dans la ville.
 US 275 au sud-est d'Inman
 US 81 au sud-ouest de Randolph
 I-129 / US 75 / US 77 à South Sioux City. L'I-129 / US 20 forment un multiplex jusqu'à Sioux City, Iowa. La US 20 / US 75 forment un multiplex jusqu'aux limites entre les townships de Woodbury et de Concord.
Iowa
 I-29 / I-129 à Sioux City
 US 59 à Holstein. Les routes forment un multiplex jusqu'au sud-est de Holstein.
 US 71 à Boyer Valley Township. Les routes forment un multiplex jusqu'au nord-est de Sac City.
 US 169 à Elkhorn Township.
 US 69 à Liberty Township
 I-35 à Rose Grove Township
 US 65 à Ellis Township
 US 63 à Waterloo
 I-380 / US 218 à Waterloo. L'I-380 / US 20 forment un multiplex jusqu'à Poyner Township.
 US 52 à Dyersville. Les routes forment un multiplex jusqu'à Dubuque.
 US 61 / US 151 à Dubuque
Illinois
 I-39 / US 51 à Rockford. Les routes forment un multiplex jusqu'à Cherry Valley.
 I-90 au nord-est de Hampshire
 I-355 à Addison
 I-290 à Elmhurst. Les routes forment un multiplex dans la ville.
 US 12 / US 45 aux limites entre Stone Park et Melrose Park. La US 12 / US 20 forment un multiplex jusqu'à East Chicago, Indiana. La US 20 / US 45 forment un multiplex jusqu'à l'ouest des limites entre Palos Hills et Hickory Hills.
 I-290 aux limites entre Bellwood, Hillside et Westchester
 US 34 à La Grange
 I-55 aux limites entre Countryside et Hodgkins
 I-294 à Willow Springs
 I-294 aux limites Hickory Hills et Bridgeview
 US 41 à Chicago. Les routes forment un multiplex jusqu'à Whiting, Indiana.
Indiana
 I-90 au nord-ouest de Whiting
 US 12 aux limites entre Hammond et Gary. Les routes forment un multiplex jusqu'au centre de Gary.
 I-65 à Gary
 I-90 à Gary
 I-94 à Burns Harbor
 US 421 à Michigan City
 I-94 au sud-est de Michigan City
 US 35 au sud-est de Michigan City
 US 31 à South Bend. Les routes forment un multiplex dans la ville.
 US 33 à Elkhart
 I-69 à Jackson Township
Ohio
 US 127 à Mill Creek Township. Les routes forment un multiplex jusqu'à Gorham Township.
 I-475 / US 23 à Sylvania
 I-80 / I-90 à Maumee
 US 24 à Maumee
 I-75 / US 23 à Perrysburg. La US 20 / US 23 forment un multiplex jusqu'aux limites entre les townships de Troy et de Woodville.
 US 6 à Sandusky Township. Les routes forment un multiplex jusqu'à Fremont.
 US 250 à Norwalk
 US 6 à Lakewood. Les routes forment un multiplex jusqu'à Cleveland.
 US 42 à Cleveland
 US 322 / US 422 à Cleveland. La US 20 / US 422 forment un multiplex sur un coin de rue.
 US 322 à East Cleveland. Les routes forment un multiplex dans la ville.
 US 6 à East Cleveland. Les routes forment un multiplex jusqu'à Euclid.
 I-90 aux limites entre Euclid et Wickliffe
Pennsylvanie
 US 6N à Springfield Township
 I-79 à Érié
 US 19 à Érié
 I-90 au nord-est de North East
New York
 I-90 à Hanover
 US 62 à Big Tree
 US 20A à Big Tree
 I-390 à l'est d'Avon
 US 20A à l'est de Bloomfield
 I-81 au sud de LaFayette
 US 11 au sud de LaFayette
 I-87 à McKownville
 US 9W à Albany
 US 9 à Albany. Les routes forment un multiplex jusqu'à Schodack.
 I-787 à Albany
 US 4 à East Greenbush
 I-90 à Schodack
Massachusetts
 US 7 à Pittsfield. Les routes forment un multiplex jusqu'à Lenox.
 I-90 à Lee
 US 202 à Westfield. Les routes forment un multiplex dans la ville.
 US 5 à West Springfield
 I-91 à Springfield
 I-291 à Springfield. Les routes forment un multiplex dans la ville.
 I-84 à Sturbridge
 I-395 / I-290 à Auburn
 I-495 à Marlborough
 I-95 à Waltham
 Route 2 à Boston

## Routes auxiliaires
- US 20A (Ohio), route située au nord-ouest de l'Ohio. Elle est reliée à ses deux extrémités à la US 20, à l'ouest à Pioneer et à l'est à Maumee.
- US 20A (New York), route située au centre de l'État de New York. Elle est reliée à ses deux extrémités à la US 20, à l'ouest à Hamburg et à l'est à East Bloomfield.
- US 220, route de 678 mi (1 091 km) de long entre Rockingham, Caroline du Nord et South Waverly, Pennsylvanie. La route ne rencontre pas la US 20 sur son trajet.